# Theodhor Arbëri
Theodhor Arbëri, ps. Dhori (ur. 3 marca 1953 w Beracie) – albański piłkarz i trener piłkarski.

## Życie prywatne
Ma dwóch braci: Arbena i Klodiana.